# Heinz Aldinger
Heinz Aldinger (* 7. Januar 1933 in Waiblingen; † 18. Oktober 2024) war ein deutscher Fußballschiedsrichter. 1975 wurde er als erster vom DFB zum Schiedsrichter des Jahres erkoren.
Aldinger brachte es als Spieler des FSV Waiblingen, dem er 1962 beigetreten war, zum Torwart, doch auch er selbst fand sich nicht überzeugend in dieser Rolle und folgte dem Ruf des Schiedsrichterobmanns zur Pfeife. Er entwickelte sich zu einem der beständigsten deutschen Schiedsrichter der 1970er Jahre.
Von 1968 bis 1981 leitete er 136 Bundesligaspiele und von 1974 bis 1981 55 Zweitligapartien. In der Bundesliga verhängte er 36 Strafstöße, 109 Gelbe Karten und verwies drei Spieler des Feldes. Höhepunkte seiner Karriere waren die beiden Nominierungen für das DFB-Pokalfinale 1972, in dem in Hannover Schalke 04 mit 5:0 gegen den 1. FC Kaiserslautern gewann, und 1980, in dem Fortuna Düsseldorf in Gelsenkirchen den 1. FC Köln mit 2:1 bezwang.
Von 1973 bis 1981 war Aldinger FIFA-Schiedsrichter. Bei der Weltmeisterschaft 1974 in Deutschland war er in zwei Begegnungen Linienrichter. Bei der Europameisterschaft 1980 leitete er das erste Gruppenspiel zwischen Belgien und England. Insgesamt pfiff er elf A-Länderspiele. 
Er kam zudem bei 18 Partien im Europacup zum Einsatz, darunter auch dem Finale im Europapokal der Pokalsieger 1977/78 in Paris, das der RSC Anderlecht mit 4:0 gegen Austria Wien gewann. 
Berühmt wurde ein Ausspruch von ihm in den 1970er-Jahren. Als Wolfgang Overath vom 1. FC Köln, offenbar unzufrieden mit Aldingers Entscheidungen, sagte, „Du hast wohl grad deine schwachen zehn Minuten“, antwortete Aldinger, der dem Kölner Regisseur dafür nicht die Gelbe Karte zeigte: „Und du, Overathle, spielst schon seit 70 Minuten Scheißdreck!“
Heinz Aldinger war hauptberuflich Vertreter einer Waiblinger Brauerei.